# 南五十沢村
南五十沢村（みなみいかさわむら）は、かつて新潟県南魚沼郡にあった村。

## 沿革
- 1889年（明治22年）4月1日 - 町村制施行に伴い南魚沼郡山谷村、中川村、中川新田、京岡村、京岡新田、永松村が合併し、南五十沢村が発足。
- 1901年（明治34年）11月1日 - 南魚沼郡西五十沢村、東五十沢村と合併し、五十沢村となり消滅。